# Onitis tanzaniensis
Onitis tanzaniensis är en skalbaggsart som beskrevs av Ferreira 1977. Onitis tanzaniensis ingår i släktet Onitis och familjen bladhorningar. Inga underarter finns listade i Catalogue of Life.